# Groß Gievitz
Groß Gievitz foi um município da Alemanha localizado no distrito de Müritz, estado de Mecklemburgo-Pomerânia Ocidental.
Pertencia ao Amt de Seenlandschaft Waren. Desde 1 de janeiro de 2012, faz parte do município de Peenehagen.